# Celestina Bottego
Celestina Bottego (Glendale, 20 dicembre 1895 – Parma, 20 agosto 1980) è stata una religiosa statunitense, fondatrice nel 1945 della Missionarie Saveriane.

## Biografia
Seconda dei tre figli di Giambattista Bottego e di Mary Healy, Celestina Bottego nasce il 20 dicembre 1895 in Glendale (Ohio) e vive nello stato del Montana (USA) fino all'età di 15 anni. Il padre, fratello maggiore dell'esploratore parmense Vittorio Bottego, emigrato in America aveva formato lì la sua famiglia. Nel 1897, la tragica morte del fratello durante una spedizione in Africa, lo induce a tornare in Italia, presso gli anziani genitori, con i primi due figlioletti: Maria e Vittorio. Celestina con la mamma li raggiungerà verso la fine dell'estate 1910.
A Parma Celestina prosegue gli studi e consegue, presso l'università di Pisa, l'abilitazione all'insegnamento della lingua inglese. Insegnerà in diverse scuole pubbliche di Parma per oltre vent'anni.
Alcuni suoi ex alunni, tuttora viventi, la ricordano con affetto e gratitudine per l'amabilità con cui li trattava e per la competenza con cui esercitava la sua professione.
Negli anni della giovinezza, insieme alla sorella Maria, Celestina approfondisce la sua formazione spirituale sotto la guida di un sapiente maestro di spirito e educatore di coscienze, l'abate benedettino Emanuele Caronti, che incoraggia le giovani dal lui formate a prendersi cura delle famiglie più povere della periferia della città. Celestina matura così la scelta di donarsi a Dio nel servizio del prossimo. Nel 1922 sceglie di essere oblata benedettina, riconoscendo il primato di Dio nella propria vita. La sorella maggiore, Maria, nel 1924 entra nella congregazione delle Francescane Missionarie di Maria, partendo poi per l'India.
Celestina si impegna attivamente nell'Azione Cattolica, dedicandosi con generosità ad attività apostoliche e caritative. Le sta particolarmente a cuore la formazione dei giovani. Nel quartiere dove abita, la gente sa di poter ricorrere a lei per ogni necessità.
Negli anni tormentati della seconda guerra mondiale, accoglie e aiuta varie persone in difficoltà, di ogni categoria.
Tanti sperimentano e testimoniano la sua straordinaria capacità di tessere amicizie, “un'amicizia che ti fa ricordare l'amor di Dio per te”. Chi l'avvicina ha l'impressione di trovarsi davanti a “una persona contenta, che irradia la fiducia, la serenità, un cuore che ti invita ad amare Gesù nei fratelli”.
L'apertura all'amicizia e all'accoglienza è congiunta alla capacità di solitudine e di silenzio. Il segreto della sua presenza rasserenante e pacificatrice è l'unione intima con il Signore, l'adesione alla sua volontà, la fiducia illimitata nella Provvidenza.
A partire dal 1935 comincia ad insegnare inglese anche presso l'Istituto dei Missionari Saveriani, lasciando nell'animo degli studenti saveriani una traccia viva della sua grandezza umana e spirituale. La sua sensibilità missionaria si approfondisce ulteriormente in seguito al viaggio in India, dove rimane qualche mese, nel 1936, con la sorella missionaria.
Il Signore la va preparando a una nuova chiamata che le giunge inattesa e sconvolgente all'età di quasi cinquant'anni. Quando riceve la proposta di collaborare alla fondazione del ramo femminile dei missionari saveriani, in un primo momento rifiuta decisamente dicendosi “più brava a guastare le opere di Dio che a farle”. Dopo un anno di preghiera e di lotta interiore comprende che cosa Dio vuole da lei. 

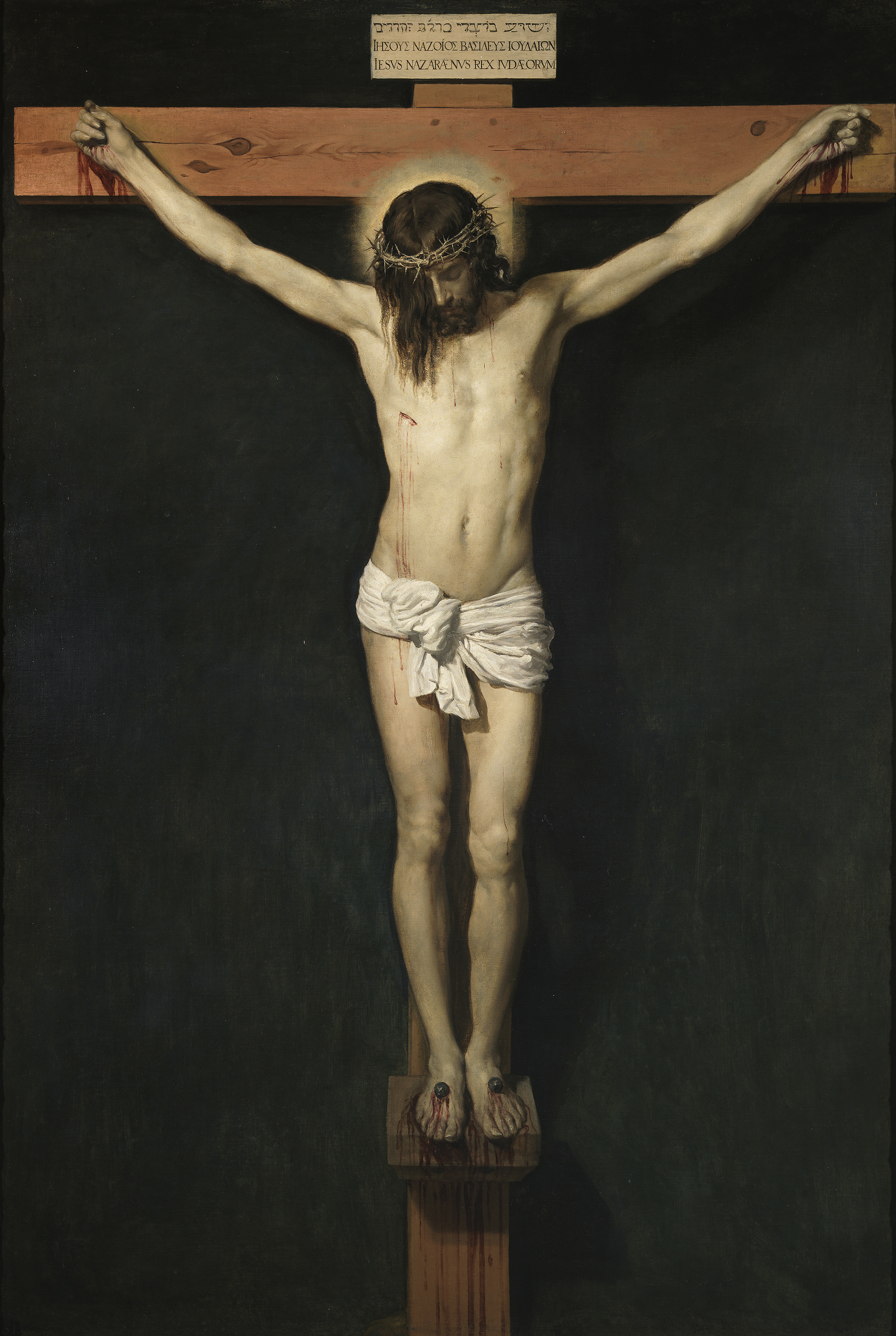
L'immagine del Crocifisso del Velasquez

La cartolina della Pasqua del 1944 raffigurante il Crocifisso del Velasquez, con la scritta “Tutto”, è la goccia che fa traboccare il vaso. Il 24 maggio successivo, nel corso degli esercizi spirituali predicati da padre Giacomo Spagnolo, il suo travaglio interiore si scioglie in un “sì”, come risposta di totalità.
Solo l'anno seguente, alla fine della seconda guerra mondiale, prende avvio la nuova congregazione. Inizia una nuova tappa della vita di Celestina che diventa “la Madre” delle missionarie, a cui dedica tutta se stessa, mettendo a disposizione le sue doti umane e spirituali, la casa, tutti i suoi beni. Desidera che le sue missionarie siano sante, contemplative nell'azione, donne di fede e di preghiera, generose e coraggiose. Le accompagna nelle prime fondazioni fuori dall'Italia: negli Stati Uniti, in Brasile, in Congo, in Burundi, seguendole poi attraverso una fitta corrispondenza.
Nel 1966, compiendo un gesto che dà la misura della grandezza della sua maternità, dà le dimissioni da direttrice generale, lasciando ad altre la direzione della congregazione, a cui vuole ora dare il suo contributo “nella preghiera e nel servizio, come una semplice madre”. Continua a seguire le sue figlie con la preghiera e l'interessamento, felice di accoglierle a braccia aperte al loro rientro in Italia per il periodo di riposo.
Muore il 20 agosto 1980: ora può vedere “faccia a faccia” il Signore che ha ardentemente amato e desiderato per tutta la vita.